# Xanthophenax fraudator
Xanthophenax fraudator är en stekelart som beskrevs av Henri Saussure 1892. Xanthophenax fraudator ingår i släktet Xanthophenax och familjen brokparasitsteklar. Inga underarter finns listade i Catalogue of Life.